# Góry Kryżyna
Góry Kryżyna (ros.: хребет Крыжина, chriebiet Kryżyna) – pasmo górskie w azjatyckiej części Rosji, w Kraju Krasnojarskim, w Sajanie Wschodnim. Rozciąga się na długości ok. 200 km, między Kizirem a Kazyrem. Najwyższy szczyt pasma ma wysokość 2922 m n.p.m. Góry zbudowane są głównie z łupków metamorficznych i wapieni poprzecinanych granitami. Zbocza porasta tajga (jodła, sosna, modrzew), partie szczytowe są skaliste i niepokryte drzewami (zwłaszcza we wschodniej części pasma). Występują elementy rzeźby polodowcowej, m.in. cyrki i doliny U-kształtne. Góry zostały nazwane na cześć topografa I. S. Kryżyna, uczestnika ekspedycji syberyjskiej Rosyjskiego Towarzystwa Geograficznego w latach 1855–1858.